# Schedorhinotermes intermedius
Schedorhinotermes intermedius es una especie de termita subterránea del género Schedorhinotermes, de la familia Rhinotermitidae, orden Blattodea. Fue descrita por Brauer en 1865.

## Distribución
Se distribuye por Australia: Nueva Gales del Sur y Queensland.

## Tratamiento taxonómico
Fue publicada en Brauer, F.M. (1865) Funfter Bericht uber die auf der Weltfahrt der kais. Fregatte Novara gesammelten Neuropteren. Verhandlungen der Zoologische-Botanischen Gesellschaft in Wien XV, 975–978.